# Stilpon tribulosus
Stilpon tribulosus är en tvåvingeart som beskrevs av Meg S. Cumming 1992. Stilpon tribulosus ingår i släktet Stilpon och familjen puckeldansflugor.
Artens utbredningsområde är Tennessee. Inga underarter finns listade i Catalogue of Life.